# Alfredo Barría Molina
Alfredo Barría Molina (Valdivia, 1973 - Concepción, marzo de 2005) fue un periodista, escritor y profesor universitario chileno. 

## Biografía

### Primeros años
Alfredo Barría nació Valvidia en 1973, ciudad donde residió hasta terminar las humanidades en el Liceo de Hombres. Posteriormente llegó a Concepción en 1957, donde estudió Castellano en la Escuela de Educación de la Universidad de Concepción y más tarde, en 1965, ingresó a Periodismo en la misma casa de estudios. 

### Carrera profesional
Durante los años sesenta, Alfredo Barría inició su camino en el periodismo desempeñándose como corrector de pruebas en el diario El Sur. Luego de esto, el profesor dio sus primeros pasos escribiendo críticas cinematográficas, hasta que decide ingresar formalmente a la Escuela de Periodismo de la Universidad de Concepción. 
Trabajó en el diario La Patria en la sección deportiva, como redactor de cables e incluso de editoriales por ser amigo del director. También formó parte del diario Color como Jefe de redacción, en el diario Crónica y más tarde se reintegró a El Sur donde durante años animó la sección "Los secretos del idioma" que se incluyó en el suplemento La Gaceta del mencionado periódico. 
En radio se desempeñó en la Simón Bolívar, Araucanía y la radio Universidad de Concepción, mientras que en televisión trabajó en el canal TVU de esta última casa de estudios.
En noviembre de 1993, Alfredo Barría lanzó su libro "Los misterios del idioma", mediante una ceremonia ante los alumnos de la Escuela de Periodismo de la Universidad de Concepción en la histórica "sala 26 de agosto" del plantel. El libro consiste en una antología basada en las columnas que escribió en El Sur desde el año 1991 e incluye ilustraciones de Tito Matamala.
Durante 2002, Barría dictó las asignaturas de redacción periodística y gramática en la Universidad de Concepción, y el ramo de Técnicas de la Comunicación en la sede Talcahuano de la Universidad Federico Santa María, al tiempo en que terminaba la segunda edición de "Los misterios del idioma".